# Jake Short
 (novembre 2011).
Si vous disposez d'ouvrages ou d'articles de référence ou si vous connaissez des sites web de qualité traitant du thème abordé ici, merci de compléter l'article en donnant les références utiles à sa vérifiabilité et en les liant à la section « Notes et références ».
Jacob Short, dit Jake Short, né le 30 mai 1997 à Indianapolis (Indiana), est un acteur américain, connu pour avoir joué le rôle d'Oliver dans la série télévisée Mighty Med, super urgences.

## Carrière
Jake Short a participé à la web-série de TheFineBros dans Teens React to hair Tutorial Gone Wrong.
De 2011 à 2014, il tient l'un des rôles principaux dans la série Section Genius diffusée sur Disney Channel. Il joue le rôle de Fletcher Quimby, un jeune artiste de 11 ans. Étant surdoué, il est au Lycée Webster dans la Section Genius (section dont les membres sont géniaux et surdoués dans une matière spécifique). Au cours des nombreux épisodes, on fait souvent allusion à l'intérêt émotif (l'amour) qu'il porte à Chyna Parks.
En 2012, il gagne le prix du meilleur acteur de série aux Kids Choice Awards.
En 2013, il a le rôle principal dans la nouvelle série de Disney XD Mighty Med au côté de Bradley Steven Perry. Il y joue le rôle de Oliver, un garçon passionné par les comic books et qui apprend que les super-héros existent. Oliver sera le cerveau du groupe. Il sera aussi amoureux de Skyler Storm, un super-héros qui a perdu ses pouvoirs.
Jake Short a le rôle principal principal dans le film Shorts nommé pour Young Artist Award pour la Meilleure performance dans un casting.
En 2022, il tient l'un des rôles principaux de la comédie Sex appeal,.

## Filmographie

### Cinéma
- 2007 : L'histoire d'Anna Nicole Smith (The Anna Nicole Smith Story) : Daniel Wayne Smith enfant
- 2009 : Shorts : Nose Noseworthy
- 2010 : The Other Side : Tyler
- 2022 : Sex appeal : Larson

### Télévision
- 2009 : Zeke & Luther : Kenny Coffey
- 2009 : Dexter : Scott Smith
- 2011-2014 : Section Genius : Fletcher Quimby
- 2013-2015 : Mighty Med : Oliver
- 2015 : Les Bio-Teens : Oliver
- 2016 : Les Bio-Teens : Forces spéciales : Oliver